# Lee Hae-chan
Lee Hae-chan (kor. 이해찬, ur. 10 lipca 1952 w Cheongyang-eup) – polityk Korei Południowej, premier w latach 2004-2006, lider Partii Demokratycznej od 2018.
Stał na czele rządu od 30 czerwca 2004 do 15 marca 2006. Ustąpił w atmosferze tzw. skandalu golfowego; oburzenie opinii publicznej wywołała jego lekceważąca reakcja na strajk transportowców, kiedy zamiast kierować negocjacjami ze strajkującymi był zajęty towarzyską grą w golfa.